# جو برو
جوزف لی برو (انگلیسی: Joe Lee Burrow؛ زاده ۱۰ دسامبر ۱۹۹۶) یک کوارتربک فوتبال آمریکایی برای سینسیناتی بنگالز لیگ ملی فوتبال (NFL) است.